# Змеи и ящерицы
«Змеи и ящерицы» (порт.  Cobras & Lagartos ) — телесериал телекомпании «Глобу» по сценарию бразильского сценариста Жоао Эмануэла Карнейру. Это история о наследниках тяжело больного миллионера Омара Паскина.
Окруженный «змеями» и «ящерицами», миллионер пытается найти среди своего окружения жениха для своей любимой племянницы, достойного, кому он мог бы завещать не только племянницу, а свою империю. Для того чтобы узнать истинное лицо каждого Омар, преобразившись до неузнаваемости подобно актёру, начинает жить двойной жизнью.
В телесериале присутствуют элементы детектива, комедии.

## В ролях
- Лазаро Рамос — Фожиньо (Даниэл Миранда)
- Даниэл де Оливейра — Дуда (Даниэл Миранда)
- Мариана Шименез — Бел
- Каролина Дикман — Леона
- Энри Кастелли — Эстевао
- Таис Араужо — Эллен
- Марилия Пера — Милу Монтини
- Кармо Далла Веккиа — Лусиано / Мартин
- Клео Пирес — Летисия
- Эрсон Капри — Отавиано Пашеко
- Анжела Виейра — Селина
- Леонарду Мижжиорин — Томас
- Кассия Кисс — Тереза / Энрикетта
- Мария Майа — Сандринья
- Элиане Джардини — Эва
- Бруна Маркезини — Лурдинья
- Отавиу Аугусту — Серафин
- Милтон Гонсалвес — Жаир
- Франсиску Куоку — Омар Паскин